# (5481) Kiuchi
(5481) Kiuchi (1990 CH) – planetoida z pasa głównego asteroid okrążająca Słońce w ciągu 3,58 lat w średniej odległości 2,34 j.a. Odkryta 15 lutego 1990 roku.

## Satelita planetoidy
14 kwietnia 2008 roku w obserwatorich Skalnate Pleso i McDonald Obseratory zidentyfikowano na podstawie analizy krzywej zmian blasku naturalnego satelitę tej asteroidy. Satelita ten ma o. 3,3 km średnicy. Obydwa składniki obiegają wspólny środek masy w odległości ok. 20 km i w czasie 20,9 godziny.